# Diamond Tour 2014
La 1re édition du Diamond Tour a eu lieu le 15 juin 2014. Elle fait partie de la Lotto Cycling Cup 2014 et du calendrier UCI en catégorie 1.2.

## Classements

### Classement final
| \| Classement général \| Classement général \| Classement général \| Classement général \| Classement général \| \| Coureuse \| Coureuse \| Pays \| Équipe \| Temps \| \| ------------------ \| ------------------- \| ------------------ \| ------------------------------- \| ------------------ \| \| 1re \| Jolien D'Hoore \| Belgique \| Lotto Belisol Ladies \| 3 h 02 min 58 s \| \| 2e \| Beatrice Bartelloni \| Italie \| Wiggle Honda \| + 0 s \| \| 3e \| Kelly Druyts \| Belgique \| Topsport Vlaanderen-Pro-Duo \| + 0 s \| \| 4e \| Emily Collins \| Nouvelle-Zélande \| Wiggle Honda \| + 0 s \| \| 5e \| Fiona Dutriaux \| France \| Poitou-Charentes.Futuroscope.86 \| + 0 s \| \| 6e \| Amy Roberts \| Royaume-Uni \| Wiggle Honda \| + 0 s \| \| 7e \| Sofie De Vuyst \| Belgique \| Futurumshop.nl-Zannata \| + 0 s \| \| 8e \| Kaat Van der Meulen \| Belgique \| Keukens Redant \| + 0 s \| \| 9e \| Nina Kessler \| Pays-Bas \| Boels Dolmans \| + 0 s \| \| 10e \| Lotte Kopecky \| Belgique \| Topsport Vlaanderen-Pro-Duo \| + 0 s \| |                     |                  |                                 |                 |
| |                     |                  |                                 |                 |
| Source : Cycling Quotient |                     |                  |                                 |                 |
| Classement général |                     |                  |                                 |                 |
| Coureuse | Coureuse            | Pays             | Équipe                          | Temps           |
| 1re | Jolien D'Hoore      | Belgique         | Lotto Belisol Ladies            | 3 h 02 min 58 s |
| 2e | Beatrice Bartelloni | Italie           | Wiggle Honda                    | + 0 s           |
| 3e | Kelly Druyts        | Belgique         | Topsport Vlaanderen-Pro-Duo     | + 0 s           |
| 4e | Emily Collins       | Nouvelle-Zélande | Wiggle Honda                    | + 0 s           |
| 5e | Fiona Dutriaux      | France           | Poitou-Charentes.Futuroscope.86 | + 0 s           |
| 6e | Amy Roberts         | Royaume-Uni      | Wiggle Honda                    | + 0 s           |
| 7e | Sofie De Vuyst      | Belgique         | Futurumshop.nl-Zannata          | + 0 s           |
| 8e | Kaat Van der Meulen | Belgique         | Keukens Redant                  | + 0 s           |
| 9e | Nina Kessler        | Pays-Bas         | Boels Dolmans                   | + 0 s           |
| 10e | Lotte Kopecky       | Belgique         | Topsport Vlaanderen-Pro-Duo     | + 0 s           |

### Barème des points UCI
| Position           | 1er | 2e | 3e | 4e | 5e | 6e | 7e | 8e | 9e | 10e |
| Classement général | 40  | 30 | 16 | 12 | 10 | 8  | 6  | 3  | 2  | 1   |